# باسکیانو
باسکیانو (به ایتالیایی: Basciano) یک کومونه در ایتالیا است که در استان تیرامو واقع شده‌است.

## خصوصیات
باسکیانو ۱۸٫۶۹ کیلومترمربع مساحت و ۲٬۴۹۸ نفر جمعیت دارد و ۳۸۸ متر بالاتر از سطح دریا واقع شده‌است.